# Edward Chamberlin
Edward Chamberlin, född 18 maj 1899 i La Conner, Washington, USA, död 16 juli 1967 i Cambridge, Massachusetts, var en amerikansk nationalekonom som hade stort inflytande inom mikroekonomin och framför allt inom monopolistisk konkurrens. Han ansåg att monopol och perfekt konkurrens inte räckte för att beskriva ekonomin, och utvecklade därför ett mer realistiskt mått mellan de två då existerande teorierna.

## Biografi
Chamberlin studerade först vid University of Iowa där han påverkades av Frank H. Knight, fortsatte sedan forskarutbildning vid University of Michigan och tog så småningom sin doktorsexamen vid Harvard University 1927. 

## Karriär och vetenskapligt arbete
Under större delen av sin karriär undervisade Chamberlin i ekonomi vid Harvard (1937–1967). Han gav betydande bidrag till mikroekonomin, särskilt när det gäller konkurrensteori och konsumentval, och deras koppling till priser. Han myntade termen "produktdifferentiering" för att beskriva hur en leverantör kan ta ut ett högre pris för en produkt än vad perfekt konkurrens skulle tillåta.
Chamberlins viktigaste bidrag var den kammarrättsliga monopolistiska konkurrensteorin. Han publicerade sin bok The Theory of Monopolistic Competition 1933, samma år som Joan Robinson publicerade sin om samma ämne: The Economics of Imperfect Competition, så dessa två ekonomer kan betraktas som upphovspersonerna till den moderna studien av ofullständig konkurrens. Chamberlins bok jämförs ofta med Robinsons där hon myntade begreppet "monopsoni" för att beskriva köparens samtal om ett säljarmonopol. Monopsoni tillämpas vanligtvis på köpare av arbetskraft, där arbetsgivaren har lönesättningsmakt som gör det möjligt att utöva Pigouvian-exploatering och betala arbetare mindre än deras marginella produktivitet. Robinson använde monopsoni för att beskriva lönegapet mellan kvinnliga och manliga arbetare med lika produktivitet.
Chamberlin förespråkade differentiering av produkt för att förklara hur ett företag skiljer sig från andra säljare. Nyckeln till detta är att utnyttja köparens preferenser och inte skjuta i mörkret och hoppas på slumpmässiga resultat, det måste vara målmedvetet. Han föreslog också att en monopolistisk form av differentiering kunde presentera sig i form av ett patent eller upphovsrätt. Medan patent och upphovsrätt är empiriskt monopolistiska, är det representativt för en monopolist som "maximerar sin totala vinst på den marknad han kontrollerar", vilket fortfarande ger andra säljare möjlighet att differentiera sina egna produkter. Varumärken är också till övervägande, men det noteras att förbehållet för att handelsmarkera en produkt är att den är juridiskt verkställbar genom att de inte kan användas av någon annan.
Chamberlin krediteras informellt som grundaren av Industrial Organization, som är ett ekonomiskt område som hänför sig till hur företag konkurrerar med varandra. Detta område omfattar många ämnen, inklusive vinstmaximering, marknadsmakt, produktkvalitet och antitrustlagstiftning, vilket är absolut nödvändigt när man studerar företagsbeteende och affärsmetoder. (Church and Ware, s. 12) Flera aspekter av industriell organisation är inbäddade i Chamberlins ekonomiska teorier, inklusive produktdifferentiering och användning av patent för att maximera vinsten och stärka sin monopolistiska position på marknaden.
Chamberlin anses också vara en av de första teoretikerna som tillämpade idén om marginalintäkt, som är implicit i Cournots monopolteori i slutet av 1920-talet och början av 1930-talet. Chamberlin tros ha genomfört "inte bara det första marknadsexperimentet utan också det första ekonomiska experimentet av något slag", med experiment som han använde i undervisningen för att illustrera hur priserna inte nödvändigtvis når jämvikt. Chamberlin drog slutsatsen att de flesta marknadspriser bestäms av både monopolistiska och konkurrensmässiga aspekter.
Chamberlins teori om monopolistisk konkurrens används av sociologen Harrison White i hans "marknader från nätverk"-modell för marknadsstruktur och konkurrens.
Verk av Chamberlin, Robinson och andra bidragsgivare till Structure-Conduct-Performance Paradigm diskonterades av spelteoretiker på 1960-talet, men Nobelprisvinnaren Paul Krugman och andra byggde grunden för den nya teorin om internationell handel genom att kombinera sådana teorier om industriell struktur med produktionsfunktioner som antog betydande stordriftsfördelar och omfattning.

## Utmärkelser och hedersbetygelser
- Hedersdoktor vid Sorbonne,  1 december 1951[4][5]
- Guggenheimstipendiet,  1958[6]
- Distinguished Fellow of the American Economic Association

[Redigera Wikidata]